# Karl den stores liv

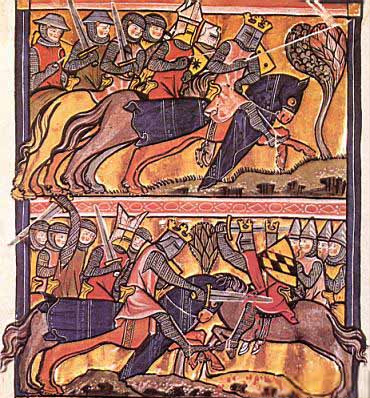
Illustrationer ur en avskrift från 1200-talet

Karl den stores liv (latin: Vita Karoli Magni) är en levnadsteckning om den frankiske kungen och romerske kejsaren Karl den store, skriven av dennes kansler och förtroendeman Eginhard. Verket är en viktig källa till Karl den stores liv och har utgetts för att vara den första biografin om en europeisk kung. Som förebild har författaren använt den romerske historikern Suetonius' kejsarbiografier. Det exakta tillkomståret är okänt, men boken innehåller Karl den stores testamente, vilket daterar den till efter kungens död år 814. Det äldsta kända omnämnandet är i en biblioteksförteckning från 821.
Boken gavs ut på svenska 2004 i översättning av Birger Bergh, i en utgåva där den latinska originaltexten medföljer.